# Parastrangalis jaroslavi
Parastrangalis jaroslavi är en skalbaggsart som beskrevs av Holzschuh 2008. Parastrangalis jaroslavi ingår i släktet Parastrangalis och familjen långhorningar.
Artens utbredningsområde är Taiwan. Inga underarter finns listade i Catalogue of Life.